# Tronco braquiocefálico
El tronco braquiocefálico es una arteria que aporta sangre al miembro superior derecho, la cabeza y el cuello. Es la primera rama del arco aórtico.

## Ramas
Por detrás de la articulación esternoclavicular derecha, se divide en arteria carótida común derecha y arteria subclavia derecha. También puede originarse en este tronco la arteria tiroidea superior.

## Árbol arterial completo en la Terminología Anatómica
El árbol correspondiente al tronco braquiocefálico en la Terminología Anatómica es el siguiente:
A12.2.04.005 Arteria tiroidea ima (arteria thyroidea ima)
A12.2.04.006 Arteria carótida común (arteria carotis communis) ← La derecha nace del tronco braquiocefálico; la izquierda, del arco aórtico
A12.2.04.007 Glomus carotídeo; Cuerpo carotídeo (glomus caroticum)
A12.2.04.008 Seno carotídeo (sinus caroticus)
A12.2.04.009 Bifurcación carotídea (bifurcatio carotidis)
A12.2.05.001 Arteria carótida externa (arteria carotis externa)
A12.2.05.002 Arteria tiroidea superior (arteria thyroidea superior)
A12.2.05.003 Rama infrahioidea de la arteria tiroidea superior (ramus infrahyoideus arteriae thyroideae superioris)
A12.2.05.004 Rama estemocleidomastoidea de la arteria tiroidea superior (ramus sternocleidomastoideus arteriae thyroideae superioris)
A12.2.05.005 Arteria laríngea superior (arteria laryngea superior)
A12.2.05.006 Rama cricotiroidea de la arteria tiroidea superior (ramus cricothyroideus arteriae thyroideae superioris)
A12.2.05.007 Rama glandular anterior de la arteria tiroidea superior (ramus glandularis anterior arteriae thyroideae superioris)
A12.2.05.008 Rama glandular posterior de la arteria tiroidea superior (ramus glandularis posterior arteriae thyroideae superioris)
A12.2.05.009 Rama glandular lateral de la arteria tiroidea superior (ramus glandularis lateralis arteriae thyroideae superioris)
A12.2.05.010 Arteria faríngea ascendente (arteria pharyngea ascendens)
A12.2.05.011 Arteria meníngea posterior (arteria meningea posterior)
A12.2.05.012 Ramas faríngeas de la arteria faríngea ascendente (rami pharyngeales arteriae pharyngeae ascendentis)
A12.2.05.013 Arteria timpánica inferior (arteria tympanica inferior)
A12.2.05.014 Tronco linguofacial (truncus linguofacialis)
A12.2.05.015 Arteria lingual (arteria lingualis)
A12.2.05.016 Rama suprahioidea de la arteria lingual (ramus suprahyoideus arteriae lingualis)
A12.2.05.017 Ramas linguales dorsales (rami dorsales arteriae linguae)
A12.2.05.018 Arteria sublingual (arteria sublingualis)
A12.2.05.019 Arteria lingual profunda (arteria profunda linguae)
A12.2.05.020 Arteria facial (arteria facialis)
A12.2.05.021 Arteria palatina ascendente (arteria palatina ascendens)
A12.2.05.022 Rama tonsilar de la arteria facial (ramus tonsillaris arteriae facialis)
A12.2.05.023 Arteria submentoniana (arteria submentalis)
A12.2.05.024 Ramas glandulares de la arteria facial (rami glandulares arteriae facialis)
A12.2.05.025 Arteria labial inferior (arteria labialis inferior)
A12.2.05.026 Arteria labial superior (arteria labialis superior)
- A12.2.05.027 Rama del tabique nasal de la arteria labial superior (ramus septi nasi arteriae labialis superioris)

A12.2.05.028 Rama nasal lateral de la arteria facial (ramus lateralis nasi arteriae facialis)
A12.2.05.029 Arteria angular (arteria angularis)
A12.2.05.030 Arteria occipital (arteria occipitalis)
A12.2.05.031 Rama mastoidea de la arteria occipital (ramus mastoideus arteriae occipitalis)
A12.2.05.032 Rama auricular de la arteria occipital (ramus auricularis arteriae occipitalis)
A12.2.05.033 Ramas estemocleidomastoideas de la arteria occipital (rami sternocleidomastoidei arteriae occipitalis)
A12.2.05.034 Ramas occipitales de la arteria occipital (rami occipitales arteriae occipitalis)
A12.2.05.035 Rama meníngea de la arteria occipital (ramus meningeus arteriae occipitalis)
A12.2.05.036 Rama descendente de la arteria occipital (ramus descendens arteriae occipitalis)
A12.2.05.037 Arteria auricular posterior (arteria auricularis posterior)
A12.2.05.038 Arteria estilomastoidea (arteria stylomastoidea)
A12.2.05.039 Arteria timpánica posterior (arteria tympanica posterior)
- A12.2.05.040 Ramas mastoideas de la arteria timpánica posterior (rami mastoidei arteriae tympanicae posterioris)
- A12.2.05.041 Rama estapedia de la arteria timpánica posterior (ramus stapedius arteriae tympanicae posterioris)

A12.2.05.042 Rama auricular de la arteria auricular posterior (ramus auricularis arteriae auricularis posterioris)
A12.2.05.043 Rama occipital de la arteria auricular posterior (ramus occipitalis arteriae auricularis posterioris)
A12.2.05.044 Rama parotídea de la arteria auricular posterior (ramus parotideus arteriae auricularis posterioris)
A12.2.05.045 Arteria temporal superficial (arteria temporalis superficialis)
A12.2.05.046 Rama parotídea de la arteria temporal superficial (ramus parotideus arteriae temporalis superficialis)
A12.2.05.047 Arteria facial transversa (arteria transversa faciei)
A12.2.05.048 Ramas auriculares anteriores de la arteria temporal superficial (rami auriculares anteriores arteriae temporalis superficialis)
A12.2.05.049 Arteria cigomático-orbitaria (arteria zygomaticoorbitalis)
A12.2.05.050 Arteria temporal media (arteria temporalis media)
A12.2.05.051 Rama frontal de la arteria temporal superficial (ramus frontalis arteriae temporalis superficialis)
A12.2.05.052 Rama parietal de la arteria occipital medial (ramus parietalis arteriae occipitalis medialis)
A12.2.05.053 Arteria maxilar (arteria maxillaris)
A12.2.05.054 Arteria auricular profunda (arteria auricularis profunda)
A12.2.05.055 Arteria timpánica anterior (arteria tympanica anterior)
A12.2.05.056 Arteria alveolar inferior (arteria alveolaris inferior)
- A12.2.05.057 Ramas dentales de la arteria alveolar inferior (rami dentales arteriae alveolaris inferioris)
- A12.2.05.058 Ramas peridentales de la arteria alveolar inferior (rami peridentales arteriae alveolaris inferioris)
- A12.2.05.059 Rama mentoniana de la arteria alveolar inferior (ramus mentalis arteriae alveolaris inferioris)
- A12.2.05.060 Rama milohioidea de la arteria alveolar inferior (ramus mylohyoideus arteriae alveolaris inferioris)

A12.2.05.061 Arteria meníngea media (arteria meningea media)
- A12.2.05.062 Rama accesoria de la arteria meníngea media (ramus accessorius arteriae meningeae mediae)
- A12.2.05.063 Rama frontal de la arteria meníngea media (ramus frontalis arteriae meningeae mediae)
- A12.2.05.064 Rama orbitaria (ramus orbitalis arteriae meningeae mediae)
- A12.2.05.065 Rama parietal de la arteria meníngea media (ramus parietalis arteriae meningeae mediae)
- A12.2.05.066 Rama petrosa de la arteria meníngea media (ramus petrosus arteriae meningeae mediae)
- A12.2.05.067 Arteria timpánica superior (arteria tympanica superior)
- A12.2.05.068 Rama anastomótica con la arteria lagrimal de la arteria meníngea media (ramus anastomoticus cum arteria lacrimali arteriae meningeae mediae)

A12.2.05.069 Arteria pterigomeníngea (arteria pterygomeningea)
A12.2.05.070 Arteria maseterina (arteria masseterica)
A12.2.05.071 Arteria temporal profunda anterior (arteria temporalis profunda anterior)
A12.2.05.072 Arteria temporal profunda posterior (arteria temporalis profunda posterior)
- A12.2.05.073 Ramas pterigoideas de la arteria temporal profunda posterior (rami pterygoidei arteriae temporalis profundae posterioris)

A12.2.05.074 Arteria bucal (arteria buccalis)
A12.2.05.075 Arteria alveolar superior (arteria alveolaris superior posterior)
- A12.2.05.076 Ramas dentales de la arteria alveolar superior (rami dentales arteriae alveolaris superioris posterioris)
- A12.2.05.077 Ramas peridentales de la arteria alveolar superior (rami peridentales arteriae alveolaris superioris posterioris)

A12.2.05.078 Arteria infraorbitaria (arteria infraorbitalis)
- A12.2.05.079 Arterias alveolares superiores anteriores (arteriae alveolares superiores anteriores)
- A12.2.05.080 Ramas dentales de la arteria infraorbitaria (rami dentales arteriae infraorbitalis)
- A12.2.05.081 Ramas peridentales de la arteria infraorbitaria (rami peridentales arteriae infraorbitalis)

A12.2.05.082 Arteria del conducto pterigoideo (arteria canalis pterygoidei)
- A12.2.05.083 Rama faríngea de la arteria del conducto pterigoideo (ramus pharyngeus arteriae canalis pteygoidei)

A12.2.05.084 Arteria palatina descendente (arteria palatina descendens)
- A12.2.05.085 Arteria palatina mayor (arteria palatina major)
- A12.2.05.086 Arterias palatinas menores (arteriae palatinae minores)
- A12.2.05.087 Rama faríngea de la arteria palatina descendente (ramus pharyngeus arteriae palatinae descendentis)

A12.2.05.088 Arteria esfenopalatina (arteria sphenopalatina)
- A12.2.05.089 Arterias nasales posteriores laterales (arteriae nasales posteriores laterales)
- A12.2.05.090 Ramas septales posteriores de la arteria esfenopalatina (rami septales posteriores arteriae sphenopalatinae)

A12.2.06.001 Arteria carótida interna (arteria carotis interna)
A12.2.06.002 Porción cervical de la arteria carótida interna (pars cervicalis arteriae carotidis internae)
A12.2.06.003 Seno carotídeo (sinus caroticus)
A12.2.06.004 Porción petrosa de la arteria carótida interna (pars petrosa arteriae carotidis internae)
A12.2.06.005 Arterias carotidotimpánicas (arteriae caroticotympanicae)
A12.2.06.006 Arterias del conducto pterigoideo (arteria canalis pterygoidei)
A12.2.06.007 Porción cavernosa de la arteria carótida interna (pars cavernosa arteriae carotidis internae)
A12.2.06.008 Rama basal del tentorio de la porción cavernosa de la arteria carótida interna (ramus basalis tentorii partis cavernosae arteriae carotidis internae)
A12.2.06.009 Rama marginal del tentorio de la porción cavernosa de la arteria carótida interna (ramus marginalis tentorii partis cavernosae arteriae carotidis internae)
A12.2.06.010 Rama meníngea de la porción cavernosa de la arteria carótida interna (ramus meningeus partis cavernosae arteriae carotidis internae)
A12.2.06.011 Rama del seno cavernoso de la porción cavernosa de la arteria carótida interna (ramus sinus cavernosi partis cavernosae arteriae carotidis internae)
A12.2.06.012 Arteria hipofisaria inferior (arteria hypophysialis inferior)
A12.2.06.013 Ramas del ganglio del trigémino de la porción cavernosa de la arteria carótida interna (rami ganglionis trigeminales partis cavernosae arteriae carotidis internae)
A12.2.06.014 Ramas nervorum de la porción cavernosa de la arteria carótida interna (rami nervorum partis cavernosae arteriae carotidis internae)
A12.2.06.015 Porción cerebral de la arteria carótida interna (pars cerebralis arteriae carotidis internae)
A12.2.06.016 Arteria oftálmica (arteria ophthalmica)
A12.2.06.017 Arteria hipofisaria superior (arteria hypophysialis superior)
A12.2.06.018 Arteria comunicante posterior (arteria communicans posterior)
A12.2.06.019 Arteria coroidea anterior (arteria choroidea anterior)
A12.2.06.020 Arteria del uncus (arteria uncalis)
A12.2.06.021 Ramas del clivus de la porción cerebral de la arteria carótida interna (rami clivales partis cerebralis arteriae carotidis internae)
A12.2.06.022 Rama meníngea de la porción cerebral de la arteria carótida interna (ramus meningeus partis cerebralis arteriae carotidis internae)
A12.2.06.023 Sifón carotídeo (siphon caroticum)
A12.2.06.016 Arteria oftálmica (arteria ophthalmica)
A12.2.06.024 Arteria central de la retina (arteria centralis retinae)
- A12.2.06.025 Porción extraocular de la arteria central de la retina (pars extraocularis arteriae centralis retinae)
- A12.2.06.026 Porción intraocular de la arteria central de la retina (pars intraocularis arteriae centralis retinae)

A12.2.06.027 Arteria lagrimal (arteria lacrimalis)
- A12.2.06.028 Rama anastomótica de la arteria lagrimal con la arteria meníngea media (ramus anastomoticus arteriae lacrimalis cum arteriae meningeae mediae)
- A12.2.06.029 Arterias palpebrales laterales (arteriae palpebrales laterales)

A12.2.06.030 Rama meníngea recurrente de la arteria oftálmica (ramus meningeus recurrens arteriae ophthalamicae)
A12.2.06.031 Arterias ciliares posteriores cortas (arteriae ciliares posteriores breves)
A12.2.06.032 Arterias ciliares posteriores largas (arteriae ciliares posteriores longae)
A12.2.06.033 Arterias musculares (arteriae musculares)
- A12.2.06.034 Arterias ciliares anteriores (arteriae ciliares anteriores)

- A12.2.06.035 Arterias conjuntivales anteriores (arteriae conjunctivales anteriores)
- A12.2.06.036 Arterias epiesclerales (arteriae episclerales)

A12.2.06.037 Arteria supraorbitaria (arteria supraorbitalis)
- A12.2.06.038 Rama diploica (ramus diploicus)

A12.2.06.039 Arteria etmoidal anterior (arteria ethmoidalis anterior)
- A12.2.06.040 Rama meníngea anterior de la arteria etmoidal anterior (ramus meningeus anterior arteriae ethmoidalis anterioris)
- A12.2.06.041 Ramas septales anteriores de la arteria etmoidal anterior (rami septales anteriores arteriae ethmoidalis anterioris)
- A12.2.06.042 Ramas nasales anteriores laterales de la arteria etmoidal anterior (rami nasales anteriores laterales arteriae ethmoidalis anterioris)

A12.2.06.043 Arteria etmoidal posterior (arteria ethmoidalis posterior)
A12.2.06.044 Arterias palpebrales mediales (arteriae palpebrales mediales)
- A12.2.06.045 Arterias conjuntivales posteriores (arteriae conjunctivales posteriores)
- A12.2.06.046 Arco palpebral inferior (arcus palpebralis inferior)
- A12.2.06.047 Arco palpebral superior (arcus palpebralis superior)

A12.2.06.048 Arteria supratroclear (arteria supratrochlearis)
A12.2.06.049 Arteria nasal dorsal (arteria dorsalis nasi)
A12.2.07.001 Arterias del encéfalo (arteriae encephali)
A12.2.06.019 Arteria coroidea anterior (arteria choroidea anterior)
- A12.2.07.002 Ramas coroideas del ventrículo lateral de la arteria coroidea anterior (rami choroidei ventriculi lateralis arteriae choroideae anterioris)
- A12.2.07.003 Ramas coroideas del tercer ventrículo de la arteria coroidea anterior (rami choroidei ventriculi tertii arteriae choroideae anterioris)
- A12.2.07.004 Ramas de la sustancia perforada anterior de la arteria coroidea anterior (rami substantiae perforatae anterioris arteriae choroideae anterioris)
- A12.2.07.005 Ramas quiasmáticas de la arteria coroidea anterior (rami chiasmatici arteriae choroideae anterioris)
- A12.2.07.006 Ramas del tracto óptico de la arteria coroidea anterior (rami tractus optici arteriae choroideae anterioris)
- A12.2.07.007 Ramas del cuerpo geniculado lateral de la arteria coroidea anterior (rami corporis geniculati lateralis arteriae choroideae anterioris)
- A12.2.07.008 Ramas de la rodilla de la cápsula interna de la arteria coroidea anterior (rami genus capsulae internae arteriae choroideae anterioris)
- A12.2.07.009 Ramas del brazo posterior de la cápsula interna de la arteria coroidea anterior (rami cruris posterioris capsulae internae arteriae choroideae anterioris)
- A12.2.07.010 Ramas de la porción retrolenticular de la cápsula interna de la arteria coroidea anterior (rami partis retrolentiformis capsulae internae arteriae choroideae anterioris)
- A12.2.07.011 Ramas del globo pálido de la arteria coroidea anterior (rami globi pallidi arteriae choroideae anterioris)
- A12.2.07.012 Ramas de la cola del núcleo caudado de la arteria coroidea anterior (rami caudae nuclei caudati arteriae choroideae anterioris)
- A12.2.07.013 Ramas del hipocampo de la arteria coroidea anterior (rami hippocampi arteriae choroideae anterioris)
- A12.2.07.014 Ramas del uncus de la arteria coroidea anterior (rami uncales arteriae choroideae anterioris)
- A12.2.07.015 Ramas del cuerpo amigdalino de la arteria coroidea anterior (rami corporis amygdaloidei arteriae choroideae anterioris)
- A12.2.07.016 Ramas del túber cinereum de la arteria coroidea anterior (rami tuberis cinerei arteriae choroideae anterior)
- A12.2.07.017 Ramas de los núcleos del hipotálamo de la arteria coroidea anterior (rami nucleorum hypothalami arteriae choroideae anterioris)
- A12.2.07.018 Ramas de los núcleos del tálamo de la arteria coroidea anterior (rami nucleorum thalami arteriae choroideae anterioris)
- A12.2.07.019 Ramas de la sustancia negra de la arteria coroidea anterior (rami substantiae nigrae arteriae choroideae anterioris)
- A12.2.07.020 Ramas del núcleo rojo de la arteria coroidea anterior (rami nuclei rubri arteriae choroideae anterioris)
- A12.2.07.021 Ramas de la base del pedúnculo de la arteria coroidea anterior (rami cruris cerebri arteriae choroideae anterioris)

A12.2.07.022 Arteria cerebral anterior (arteria cerebri anterior)
A12.2.07.023 Porción precomunicante de la arteria cerebral anterior; segmento A1 de la arteria cerebral anterior (pars precommunicalis arteriae cerebri anterioris; segmentum A1 arteriae cerebri anterioris)
- A12.2.07.024 Arterias centrales anteromediales de la arteria cerebral anterior (arteriae centrales anteromediales arteriae cerebri anterioris)

- A12.2.07.025 Arterias estriadas mediales proximales (arteriae striatae mediales proximales)
- A12.2.07.026 Arteria supraóptica (arteria supraoptica)
- A12.2.07.027 Arterias perforantes anteriores (arteriae perforantes anteriores)
- A12.2.07.028 Arterias preópticas (arteriae preopticae)

- A12.2.07.029 Arteria comunicante anterior (arteria communicans anterior)

- A12.2.07.030 Arteria supraquiasmática (arteria suprachiasmatica)
- A12.2.07.031 Arteria comisural media (arteria commissuralis mediana)
- A12.2.07.032 Arteria callosa media (arteria callosa mediana)

A12.2.07.033 Porción postcomunicante de la arteria cerebral anterior; segmento A2 de la arteria cerebral anterior (pars postcommunicalis arteriae cerebri anterioris; segmentum A2 arteriae cerebri anterioris)
- A12.2.07.034 Arteria estriada medial distal (arteria striata medialis distalis)
- A12.2.07.035 Arteria frontobasal medial; arteria orbitofrontal medial (arteria frontobasalis medialis; arteria orbitofrontalis medialis)
- A12.2.07.036 Arteria del polo frontal (arteria polaris frontalis)
- A12.2.07.037 Arteria callosomarginal (arteria callosomariginalis)

- A12.2.07.038 Rama frontal anteromedial de la arteria callosomarginal (ramus frontalis anteromedialis arteriae callosomarginalis)
- A12.2.07.039 Rama frontal intermediomedial de la arteria callosomarginal (ramus frontalis intermediomedialis arteriae callosomarginalis)
- A12.2.07.040 Rama frontal posteromedial de la arteria callosomarginal (ramus frontalis posteromedialis arteriae callosomarginalis)
- A12.2.07.041 Rama cingular de la arteria callosomarginal (ramus cingularis arteriae callosomarginalis)
- A12.2.07.042 Ramas paracentrales (rami paracentrales arteriae callosomarginalis)

A12.2.07.043 Arteria pericallosa (arteria pericallosa)
- A12.2.07.044 Ramas precuneales de la arteria pericallosa (rami precuneales arteriae pericallosae)
- A12.2.07.045 Ramas parieto-occipitales de la arteria pericallosa (rami parietooccipitalis arteriae pericallosae)

A12.2.07.046 Arteria cerebral media (arteria cerebri media)
A12.2.07.047 Porción esfenoidal de la arteria cerebral media; porción horizontal de la arteria cerebral media; segmento M1 de la arteria cerebral media (pars sphenoidalis arteriae cerebri medii; Pars horizontalis arteriae cerebri medii; segmentum M1 arteriae cerebri medii)
- A12.2.07.048 Arterias centrales anterolaterales; arterias lentículo-estriadas (arteriae centrales anterolaterales)

- A12.2.07.049 Ramas estriadas proximales laterales de la arteria central anterolateral (rami striati proximales laterales arteriae centralium anterolateralium)
- A12.2.07.050 Ramas estriadas distales laterales de la arteria central anterolateral (rami striati distales laterales arteriae centralium anterolateralium)

- A12.2.06.020 Arteria del uncus (arteria uncalis)
- A12.2.07.051 Arteria del polo temporal (arteria polaris temporalis)
- A12.2.07.052 Arteria temporal anterior (arteria temporalis anterior)

A12.2.07.053 Porción insular de la arteria cerebral media; segmento M2 de la arteria cerebral media (pars insularis arteriae cerebri medii; segmentum M2 arteriae cerebri medii)
- A12.2.07.054 Arterias insulares (arteriae insulares)

A12.2.07.055 Ramas terminales inferiores de la arteria cerebral media; ramas corticales inferiores de la arteria cerebral media; segmento M3 de la arteria cerebral media (rami terminales inferiores arteriae cerebri medii; rami corticales inferiores; segmentum M3 arteriae cerebri medii)
- A12.2.07.056 Rama temporal anterior de la arteria cerebral media (ramus temporalis anterior arteriae cerebri medii)
- A12.2.07.057 Rama temporal media de la arteria cerebral media (ramus temporalis medius arteriae cerebri medii)
- A12.2.07.058 Rama temporal posterior de la arteria cerebral media (ramus temporalis posterior arteriae cerebri medii)
- A12.2.07.059 Rama témporo-occipital de la arteria cerebral media (ramus temporooccipitalis arteriae cerebri medii)
- A12.2.07.060 Rama del giro angular de la arteria cerebral media (ramus gyri angularis arteriae cerebri medii)

A12.2.07.061 Ramas corticales superiores de la arteria cerebral media; segmento M4 de la arteria cerebral media (rami terminales superiores arteriae cerebri medii; rami corticales superiores arteriae cerebri medii; segmentum M4 arteriae cerebri medii)
- A12.2.07.062 Arteria orbitofrontal lateral (arteria frontobasalis lateralis; arteria orbitofrontalis lateralis)
- A12.2.07.063 Arteria prefrontal (arteria prefrontalis)
- A12.2.07.064 Arteria del surco precentral (arteria sulci precentralis)
- A12.2.07.065 Arteria del surco central (arteria sulci centralis)
- A12.2.07.066 Arteria del surco postcentral (arteria sulci postcentralis)
- A12.2.07.067 Arteria parietal anterior (arteriae parietales anterior)
- A12.2.07.068 Arteria parietal posterior (arteriae parietales posterior)

A12.2.06.018 Arteria comunicante posterior (arteria communicans posterior)
- A12.2.07.069 Arterias centrales posteromediales de la arteria comunicante posterior (arteriae centrales posteromediales arteriae communicans posterior)

- A12.2.07.070 Ramas anteriores de la arteria central posteromedial (rami anteriores arteriae centralis posteromedialis arteriae communicantis posterioris)
- A12.2.07.071 Ramas posteriores de la arteria central posteromedial (rami posteriores arteriae centralis posteromedialis arteriae communicantis posterioris)

- A12.2.07.072 Rama quiasmática de la arteria comunicante posterior (ramus chiasmaticus arteriae communicantis posterioris)
- A12.2.07.073 Arteria del túber cinereum (arteriae tuberis cinerei)

- A12.2.07.074 Ramas mediales de la arteria del túber cinereum (rami mediales arteriae tuberis cinerei)
- A12.2.07.075 Ramas laterales de la arteria del túber cinereum (rami laterales arteriae tuberis cinerei)

- A12.2.07.076 Arteria talamotuberal; arteria premamilar (arteria thalamotuberalis)
- A12.2.07.077 Rama hipotalámica de la arteria comunicante posterior (ramus hypothalamicus arteriae communicantis posterioris)
- A12.2.07.078 Arterias mamilares (arteriae mammillares)
- A12.2.07.079 Rama del nervio oculomotor de la arteria comunicante posterior (ramus nervi oculomotorii arteriae communicantis posterioris)

A12.2.07.080 Círculo arterial cerebral (circulus arteriosus cerebri)
A12.2.06.001 Arteria carótida interna (arteria carotis interna)
A12.2.07.022 Arteria cerebral anterior (arteria cerebri anterior)
A12.2.07.029 Arteria comunicante anterior (arteria communicans anterior)
A12.2.07.046 Arteria cerebral media (arteria cerebri media)
A12.2.06.018 Arteria comunicante posterior (arteria communicans posterior)
A12.2.07.081 Arteria basilar (arteria basilaris)
A12.2.07.082 Arteria cerebral posterior (arteria cerebri posterior)
A12.2.07.083 Porción precomunicante de la arteria cerebral posterior; segmento P1 de la arteria cerebral posterior (pars precommunicalis arteriae cerebri posterioris; segmentum P1 arteriae cerebri posterioris)
- A12.2.07.084 Arterias centrales posteromediales (arteriae centrales posteromediales)
- A12.2.07.085 Arterias circumferenciales cortas (arteriae circumferentiales breves)
- A12.2.07.086 Arteria tálamo-perforante (arteria thalami perforans)
- A12.2.07.087 Arteria collicular (arteria collicularis; arteria quadrigeminalis; segmentum P3 arteriae cerebri posterioris)

A12.2.07.088 Porción postcomunicante de la arteria cerebral posterior; segmento P2 de la arteria cerebral posterior (pars postcommunicalis arteriae cerebri posterioris; segmentum P2 arteriae cerebri posterioris)
- A12.2.07.089 Arterias centrales posterolaterales (arteriae centrales posterolaterales arteriae cerebri posterior)
- A12.2.07.090 Arteria talamogeniculada (arteria thalamogeniculata)
- A12.2.07.091 Ramas coroides posteriores mediales de la arteria cerebral posterior (rami choroidei posteriores mediales arteriae cerebri posterioris)
- A12.2.07.092 Ramas coroides posteriores laterales de la arteria cerebral posterior (rami choroidei posteriores laterales arteriae cerebri posterioris)
- A12.2.07.093 Ramas pedunculares de la arteria cerebral posterior (rami pedunculares arteriae cerebri posterioris)

A12.2.07.094 Arteria occipital lateral; segmento P3 de la arteria cerebral posterior (arteria occipitalis lateralis; segmentum P3 arteriae cerebri posterioris)
- A12.2.07.095 Ramas temporales anteriores de la arteria occipital lateral (rami temporales anteriores arteriae occipitalis lateralis)
- A12.2.07.096 Ramas temporales intermedias de la arteria occipital lateral (rami temporales intermedii arteriae occipitalis lateralis; Rami temporales medii arteriae occipitalis lateralis)
- A12.2.07.097 Ramas temporales posteriores de la arteria occipital lateral (rami temporales posteriores arteriae occipitalis lateralis)

A12.2.07.098 Arteria occipital medial; segmento P4 de la arteria cerebral posterior (arteria occipitalis medialis; segmentum P4 arteriae cerebri posterioris)
- A12.2.07.099 Rama dorsal del cuerpo calloso de la arteria occipital medial (ramus corporis callosi dorsalis arteriae occipitalis medialis)
- A12.2.07.100 Rama parietal de la arteria occipital medial (ramus parietalis arteriae occipitalis medialis)
- A12.2.07.101 Rama parieto-occipital de la arteria occipital medial (ramus parietooccipitalis arteriae occipitalis medialis)
- A12.2.07.102 Rama calcarina de la arteria occipital medial (ramus calcarinus arteriae occipitalis medialis)
- A12.2.07.103 Rama occipitotemporal de la arteria occipital medial (ramus occipitotemporalis arteriae occipitalis medialis)

A12.2.08.001 Arteria subclavia (arteria subclavia) ← La derecha nace del tronco braquiocefálico; la izquierda, del arco aórtico
A12.2.08.002 Arteria vertebral (arteria vertebralis)
A12.2.08.003 Porción prevertebral de la arteria vertebral (pars prevertebralis arteriae vertebralis)
A12.2.08.004 Porción transversa de la arteria vertebral; porción cervical de la arteria vertebral (pars transversaria arteriae vertebralis; pars cervicalis arteriae vertebralis)
- A12.2.08.005 Ramas espinales de la arteria vertebral (rami spinales arteriae vertebralis)
- A12.2.08.006 Ramas radiculares de la arteria vertebral (rami radiculares rami spinalium arteriae vertebralis)

- A12.2.08.007 Arteria medular segmentaria (arteria medullaris segmentalis)

- A12.2.08.008 Ramas musculares de la arteria vertebral (rami musculares arteriae vertebralis)

A12.2.08.009 Porción atloidea de la arteria vertebral (pars atlantica arteriae vertebralis)
A12.2.08.010 Porción intracraneal de la arteria vertebral (pars intracranialis arteriae vertebralis)
- A12.2.08.011 Ramas meníngeas de la arteria vertebral (rami meningei arteriae vertebralis)
- A12.2.08.012 Arteria cerebelosa posteroinferior (arteria inferior posterior cerebelli; arteria cerebelli posterior inferior)

- A12.2.08.013 Arteria espinal posterior (arteria spinalis posterior)
- A12.2.08.014 Rama de la amígdala cerebelosa de la arteria cerebelosa posteroinferior (ramus tonsillae cerebelli arteriae inferioris posterioris cerebelli)
- A12.2.08.015 Rama coroidea del cuarto ventrículo de la arteria cerebelosa posteroinferior (ramus choroideus ventriculi quarti arteriae inferioris posterioris cerebelli)

- A12.2.08.016 Arteria espinal anterior (arteria spinalis anterior)
- A12.2.08.017 Ramas bulbares mediales de la arteria vertebral (rami medullares mediales arteriad vertebralis)
- A12.2.08.018 Ramas bulbares laterales de la arteria vertebral (rami medullares laterales arteriad vertebralis)

A12.2.07.081 Arteria basilar (arteria basilaris)
A12.2.08.019 Arteria cerebelosa anteroinferior (arteria inferior anterior cerebelli; arteria cerebelli anterior inferior)
- A12.2.08.020 Arteria laberíntica (arteria labyrinthi)

A12.2.08.021 Arterias pontinas (arteriae pontis)
- A12.2.08.022 Ramas mediales de la arteria pontina; ramas pontinas paramedianas (rami mediales arteriae pontis)
- A12.2.08.023 Ramas pontinas circunferenciales (rami laterales arteriae pontis)

A12.2.08.024 Arterias mesencefálicas (arteriae mesencephalicae)
A12.2.08.025 Arteria cerebelosa superior (arteria superior cerebelli)
- A12.2.08.026 Rama medial cerebelar de la arteria cerebelosa superior (ramus medialis arteriae superioris cerebelli)

- A12.2.08.027 Rama vermiana superior (arteria vermis superior)

- A12.2.08.028 Rama lateral cerebelar de la arteria cerebelosa superior (ramus lateralis arteriae superioris cerebelli)

A12.2.07.082 Arteria cerebral posterior (arteria cerebri posterior)
A12.2.08.029 Arteria torácica interna (arteria thoracica interna)
A12.2.08.030 Ramas mediastínicas de la arteria torácica interna (rami mediastinales arteriae thoracicae internae)
A12.2.08.031 Ramas tímicas de la arteria torácica interna (rami thymici arteriae thoracicae internae)
A12.2.08.032 Ramas bronquiales de la arteria torácica interna (rami bronchiales arteriae thoracicae internae)
A12.2.08.033 Ramas traqueales de la arteria torácica interna (rami tracheales arteriae thoracicae internae)
A12.2.08.034 Arteria pericardiofrénica (arteria pericardiacophrenica)
A12.2.08.035 Ramas esternales de la arteria torácica interna (rami sternales arteriae thoracicae internae)
A12.2.08.036 Ramas perforantes de la arteria torácica interna (rami perforantes arteriae thoracicae internae)
- A12.2.08.037 Ramas mamarias mediales de la rama perforante de la arteria torácica interna (rami mammarii mediales rami perforantium arteriae thoracicae internae)

A12.2.08.038 Rama costal lateral de la arteria torácica interna (ramus costalis lateralis arteriae thoracicae internae)
A12.2.08.039 Ramas intercostales anteriores (rami intercostales anteriores arteriae thoracicae internae)
A12.2.08.040 Arteria musculofrénica (arteria musculophrenica)
A12.2.08.041 Arteria epigástrica superior (arteria epigastrica superior)
A12.2.08.042 Tronco tirocervical (truncus thyrocervicalis)
A12.2.08.043 Arteria tiroidea inferior (arteria thyroidea inferior)
- A12.2.08.044 Arteria laríngea inferior (arteria laryngea inferior)
- A12.2.08.045 Ramas glandulares de la arteria tiroidea inferior (rami glandulares arteriae thyroideae inferioris)
- A12.2.08.046 Ramas faríngeas de la arteria tiroidea inferior (rami pharyngeales arteriae thyroideae inferioris)
- A12.2.08.047 Ramas esofágicas de la arteria tiroidea inferior (rami oesophageales arteriae thyroideae inferioris)
- A12.2.08.048 Ramas traqueales de la arteria tiroidea inferior (rami tracheales arteriae thyroideae inferioris)
- A12.2.08.049 Arteria cervical ascendente (arteria cervicalis ascendens)

- A12.2.08.050 Ramas espinales de la arteria cervical ascendente (rami spinales arteriae cervicalis ascendentis)

A12.2.08.051 Arteria supraescapular (arteria suprascapularis)
- A12.2.08.052 Rama acromial de la arteria supraescapular (ramus acromialis arteriae suprascapularis)

A12.2.08.053 Arteria transversa del cuello; arteria cervical transversa (arteria transversa colli; arteria transversa cervicis)
- A12.2.08.054 Rama superficial de la arteria transversa del cuello (Ramus superficialis arteriae transversae colli)

- A12.2.08.055 Rama ascendente de la rama superficial de la arteria transversa del cuello; Rama ascendente de la arteria cervical superficial (Ramus ascendens rami superficialis arteriae transversae colli; Ramus ascendens arteriae superficialis cervicalis)
- A12.2.08.056 Rama descendente de la rama superficial de la arteria transversa del cuello; Rama descendente de la arteria cervical superficial (Ramus descendens rami superficialis arteriae transversae colli; Ramus descendens arteriae superficialis cervicalis)

- A12.2.08.057 Rama profunda de la arteria transversa del cuello; Arteria dorsal de la escápula; Rama profunda de la arteria transversa del cuello (Ramus profundus arteriae transversae colli; Arteria dorsalis scapulae)

A12.2.08.058 Arteria dorsal de la escápula (Arteria dorsalis scapulae)
A12.2.08.059 Tronco costocervical (Truncus costocervicalis)
A12.2.08.060 Arteria cervical profunda (Arteria cervicalis profunda)
A12.2.08.061 Arteria intercostal suprema (Arteria intercostalis suprema)
- A12.2.08.062 Primera arteria intercostal posterior (Arteria intercostalis posterior prima)
- A12.2.08.063 Segunda arteria intercostal posterior (Arteria intercostalis posterior secunda)

- A12.2.08.064 Ramas dorsales de la segunda arteria intercostal posterior (Rami dorsales arteriarum intercostalium posteriorum secundae)
- A12.2.08.065 Ramas espinales de la segunda arteria intercostal posterior  (Rami spinales arteriarum intercostalium posteriorum)

A12.2.09.001 Arterias del miembro superior (arteriae membri superioris)
A12.2.09.002 Arteria axilar (arteria axillaris)
A12.2.09.003 Ramas subescapulares de la arteria axilar (rami subscapulares arteriae axillaris)
A12.2.09.004 Arteria torácica superior (arteria thoracica superior)
A12.2.09.005 Arteria toracoacromial; arteria acromiotorácica (arteria thoracoacromialis)
- A12.2.09.006 Rama acromial de la arteria toracoacromial (ramus acromialis arteriae thoracoacromialis)
- A12.2.09.007 Red acromial (rete acromiale)
- A12.2.09.008 Rama clavicular de la arteria toracoacromial (ramus clavicularis arteriae thoracoacromialis)
- A12.2.09.009 Rama deltoidea de la arteria toracoacromial (ramus deltoideus arteriae thoracoacromialis)
- A12.2.09.010 Ramas pectorales de la arteria toracoacromial (rami pectorales arteriae thoracoacromialis)

A12.2.09.011 Arteria torácica lateral (arteria thoracica lateralis)
- A12.2.09.012 Ramas mamarias laterales de la arteria torácica lateral (rami mammarii laterales arteriae thoracicae lateralis)

A12.2.09.013 Arteria subescapular (arteria subscapularis)
- A12.2.09.014 Arteria toracodorsal (arteria thoracodorsalis)
- A12.2.09.015 Arteria circunfleja escapular (arteria circumflexa scapulae)

A12.2.09.016 Arteria circunfleja humeral anterior (arteria circumflexa humeri anterior)
A12.2.09.017 Arteria circunfleja humeral posterior (arteria circumflexa humeri posterior)
A12.2.09.018 Arteria braquial; arteria humeral (arteria brachialis)
A12.2.09.019 Arteria braquial superficial (arteria brachialis superficialis)
A12.2.09.020 Arteria profunda del brazo (arteria profunda brachii)
- A12.2.09.021 Arterias nutricias del húmero (arteriae nutriciae humeri; arteriae nutrientes humeri)
- A12.2.09.022 Rama deltoidea de la arteria profunda del brazo (ramus deltoideus arteriae profundae brachii)
- A12.2.09.023 Arteria colateral media (arteria collateralis media)
- A12.2.09.024 Arteria colateral radial (arteria collateralis radialis)

A12.2.09.025 Arteria colateral cubital superior (arteria collateralis ulnaris superior)
A12.2.09.026 Arteria colateral cubital inferior (arteria collateralis ulnaris inferior)
A12.2.09.027 Arteria radial (arteria radialis)
A12.2.09.028 Arteria recurrente radial (arteria recurrens radialis)
A12.2.09.029 Arteria nutricia del radio (arteria nutricia radii; arteria nutriens radii)
A12.2.09.030 Rama carpiana palmar de la arteria radial (ramus carpalis palmaris arteriae radialis)
A12.2.09.031 Rama palmar superficial de la arteria radial (ramus palmaris superficialis arteriae radialis)
A12.2.09.032 Rama dorsal del carpo de la arteria radial (ramus carpalis dorsalis arteriae radialis)
- A12.2.09.033 Arco dorsal del carpo (rete carpale dorsale)
- A12.2.09.034 Arterias dorsales del metacarpo (arteriae metacarpales dorsales)
- A12.2.09.035 Arterias digitales dorsales (arteriae digitales dorsales)

A12.2.09.036 Arteria principal del pulgar (arteria princeps pollicis)
A12.2.09.037 Arteria radial del índice (arteria radialis indicis)
A12.2.09.038 Arco palmar profundo (arcus palmaris profundus)
- A12.2.09.039 Arterias metacarpianas palmares (arteriae metacarpales palmares)
- A12.2.09.040 Ramas perforantes del arco palmar profundo (rami perforantes arci palmaris profundi)

A12.2.09.041 Arteria cubital; arteria ulnar (arteria ulnaris)
A12.2.09.042 Arteria recurrente cubital (arteria recurrens ulnaris)
- A12.2.09.043 Rama anterior de la arteria recurrente cubital (ramus anterior arteriae recurrentis ulnaris)
- A12.2.09.044 Rama posterior de la arteria recurrente cubital (ramus posterior arteriae recurrentis ulnaris)

A12.2.09.045 Red anastomótica del codo (rete articulare cubiti)
A12.2.09.046 Arteria nutricia del cúbito (arteria nutricia ulnae; arteria nutriens ulnae)
A12.2.09.047 Arteria interósea común (arteria interossea communis)
- A12.2.09.048 Arteria interósea anterior (arteria interossea anterior)

- A12.2.09.049 Arteria mediana; arteria satélite del nervio mediano (arteria comitans nervi mediani)

- A12.2.09.050 Arteria interósea posterior (arteria interossea posterior)

- A12.2.09.051 Rama perforante de la arteria interósea posterior (ramus perforans arteriae interosseae posterioris)
- A12.2.09.052 Arteria interósea recurrente (arteria interossea recurrens)

A12.2.09.053 Rama dorsal del carpo de la arteria cubital (Ramus carpalis dorsalis arteriae ulnaris)
A12.2.09.054 Rama palmar del carpo de la arteria cubital (Ramus carpalis palmaris arteriae ulnaris)
A12.2.09.055 Rama palmar profunda de la arteria cubital (Ramus palmaris profundus arteriae ulnaris)
A12.2.09.056 Arco palmar superficial (Arcus palmaris superficialis)
- A12.2.09.057 Arterias digitales palmares comunes (Arteriae digitales palmares communes)

- A12.2.09.058 Arterias digitales palmares propias (Arteriae digitales palmares propriae)

## Distribución
Se distribuye hacia el lado derecho de la cabeza y el cuello y hacia el brazo.

## Relaciones
Por detrás, el tronco braquiocefálico está en contacto con la cara anterior de la tráquea. El nervio vago, que llega al flanco derecho de la tráquea, la cruza atrás y lateralmente.
A la izquierda, a 5 mm de distancia del origen del tronco braquiocefálico, se encuentra el nacimiento de la carótida común izquierda. Los dos vasos divergen formando un ángulo abierto hacia arriba, ocupado por la tráquea, de la cual descienden las venas tiroideas medias.

## Imágenes adicionales
|                                                                             |
| Tronco braquiocefálico o arteria innominada señalado arriba y a la derecha. |

|                                         |
| Ganglios linfáticos traqueobronquiales. |

|                                                                                                   |
| Sección transversa del tórax, mostrando el contenido de la zona media y posterior del mediastino. |

|                                             |
| Superficie mediastínica del pulmón derecho. |

| |
| Posición y relación del esófago en la región cervical y en la zona posterior del mediastino. Visto desde detrás. |

| |
| Corazón de perro visto desde la izquierda. 1 ventrículo izquierdo, 2 surco interventricular paraconal, 3 ventrículo derecho, 4 cono arterioso, 5 tronco pulmonar, 6 ligamento arterioso, 7 arco aórtico, 8 tronco braquiocefálico, 9 arteria subclavia izquierda, 10 aurícula derecha, 11 aurícula izquierda, 12 surco coronario, 13 venas pulmonares. |

|                                           |
| Arteria braquiocefálica en una disección. |

|                                          |
| Tronco braquiocefálico en una disección. |

|                                |
| Venas de la glándula tiroides. |